# Lepidisis olapa
Lepidisis olapa är en korallart som beskrevs av Muzik 1978. Lepidisis olapa ingår i släktet Lepidisis och familjen Isididae. Inga underarter finns listade i Catalogue of Life.